# Mondelēz International
Mondelēz International, Inc. (simplificado como Mondelēz; pronunciado [moʊndəliːz], NASDAQ: MDLZ) es un conglomerado multinacional de Estados Unidos dedicado a las industrias de la confitería, alimentación y bebidas, con sedes en Deerfield, Illinois, Chicago y presencia en la Ciudad de México, que emplea a unas 100.000 personas en todo el mundo.  Está integrada por las marcas globales de alimentos de la antigua Kraft Foods, a la que sucedió en 2012. 
Mondelēz gestiona marcas de snacks muy conocidas en todo el mundo, incluyendo galletas dulces y saladas, como Oreo, Chips Ahoy!, TUC, Belvita, Triscuit, Club Social y Barni; chocolates como Milka, Côte d'Or, Toblerone, Shot y Cadbury Dairy Milk y chicles y golosinas como Halls, Stride y Cadbury.
La empresa se compone de las marcas globales de la antigua Kraft Foods Inc. después de la escisión de sus operaciones de alimentos de Norteamérica, donde sigue operando bajo esta marca, en octubre de 2012. La cartera de Mondelēz incluye varias marcas multimillonarias como Cadbury, Milka, Jacobs, Toblerone, Nabisco, Oreo, Tang y Trident, y recientemente la marca Ricolino, anteriormente parte de Grupo Bimbo. La compañía tiene un ingreso anual de alrededor de $ 30 mil millones y opera en aproximadamente 165 países.
El nombre Mondelēz proviene de la contracción de las palabras Monde (mundo en francés) y Delez como una alternativa a delicioso.

## Historia

### Orígenes
Mondelez International tiene sus raíces en National Dairy Products Corporation, fundada el 10 de diciembre de 1923 por Thomas H. McInnerney. La compañía se formó para ejecutar una estrategia de acumulación en la industria fragmentada de los helados de Estados Unidos, y con adquisiciones se expandió en la gama completa de productos lácteos.
McInnerney operó la Hydrox Corporation, una compañía de helados de Chicago. En 1923 se dirigió a Wall Street para pedir a los banqueros de inversión que financiaran su plan para consolidar la industria de los helados de los Estados Unidos. McInnerney encontró inicialmente resistencia, con un banquero que desacreditaba a la industria lechera. Perseveró, convenciendo a un consorcio (incluyendo Goldman Sachs y Lehman Brothers) para financiar una estrategia de acumulación. Como resultado, National Dairy se formó con la fusión de McInnerney's Hydrox con la Rieck McJunkin Dairy Company de Pittsburgh. La compañía fue cotizada en la Bolsa de Nueva York, con su oferta pública inicial de 125.000 acciones sobresuscritas.
National Dairy creció rápidamente a través de un gran número de adquisiciones; Típico de una estrategia de acumulación, las adquisiciones fueron principalmente para las acciones de National Dairy en lugar de efectivo. La compañía adquirió más de 55 empresas entre 1923 y 1931, incluyendo:
| Año  | Compañía                    | Sector                           | Localización             |
| ---- | --------------------------- | -------------------------------- | ------------------------ |
| 1924 | W.E. Hoffman                | Helado                           | Pensilvania              |
| 1925 | Dunkin Ice Cream            | Helado                           | Illinois                 |
| 1925 | Sheffield Farms             | Leche líquida, helado            | Nueva York               |
| 1926 | Breyers Ice Cream           | Helado                           | Pensilvania              |
| 1928 | Breakstone Brothers         | Leche líquida, queso             | Nueva York               |
| 1928 | General Ice Cream           | Helado                           | Nueva York, Costa Este   |
| 1929 | Hiland Dairy                | Leche líquida                    | Kentucky                 |
| 1930 | Kraft-Phenix                | Queso                            | EE. UU., internacional   |
| 1931 | Consolidated Dairy Products | Helados, otros productos lácteos | Nueva York, Nueva Jersey |

### Kraft

Logotipo de Kraft Foods, con el azul "Kraft" en un óvalo rojo que se utiliza en los productos de Kraft

Nacido en Stevensville, Ontario, en 1874, James L. Kraft emigró a los Estados Unidos en 1903 y comenzó un negocio de quesos de puerta a puerta en Chicago. Su primer año de operaciones fue "triste", cuando perdió $ 3,000 y un caballo. Sin embargo, el negocio tomó asimiento y Kraft fue ensamblado por sus cuatro hermanos para formar la compañía de J.L. Kraft and Bros. en 1909.
En 1912, la compañía estableció una sede en la ciudad de Nueva York para prepararse para la expansión internacional. En 1914 se vendieron 31 variedades de queso a través de los Estados Unidos y Kraft abrió una fábrica subsidiaria de queso en Illinois. En 1915 la empresa desarrolló queso procesado pasteurizado, que no requería refrigeración y tenía una vida útil más larga que el queso convencional. Al año siguiente, Kraft inició la publicidad nacional y realizó su primera adquisición, una empresa canadiense de quesos.
En 1924, la compañía cambió su nombre a Kraft Cheese Company y cotizó en la Bolsa de Valores de Chicago. Dos años después, fue cotizada en la Bolsa de Nueva York. Kraft comenzó entonces a consolidar la industria láctea estadounidense mediante la adquisición, compitiendo con National Dairy y Borden. Las adquisiciones incluyeron:
| Año  | Compañía                    | Productos                                              |
| ---- | --------------------------- | ------------------------------------------------------ |
| 1927 | A. E. Wright                | aderezos para ensaladas                                |
| 1928 | Phenix Cheese               | Queso, otros productos lácteos                         |
| 1928 | Southern Dairies            | Leche líquida, leche en polvo, otros productos lácteos |
| 1928 | Henard Mayonnaise Company   | Mayonesa                                               |
| 1929 | D. J. Easton                | Mayonesa                                               |
| 1929 | International Wood Products | Productos de madera                                    |
| 1929 | Gelfand Manufacturing       | Bienes manufacturados                                  |

En 1928 Kraft adquirió Phenix Cheese Company, fabricante de queso crema Philadelphia y cambió su nombre a Kraft Phenix. El año siguiente, The New York Times informó que Kraft Phenix, The Hershey Company y Colgate estaban considerando una fusión.
En 1930, Kraft Phenix controlaba el 40 por ciento del mercado estadounidense del queso en los Estados Unidos y era la tercera compañía lechera más grande del país después de National Dairy y Borden. Ese año la compañía comenzó a operar en Australia, después de una fusión con Fred Walker & Co.

### National Dairy adquisición de Kraft-Phenix
En la adquisición de 1930, National Dairy tenía ventas de $ 315 millones, en comparación con $ 85 millones para Kraft Phenix. La Dirección Nacional de Lechería dirigía la empresa. Después de la adquisición, la compañía fue conocida como National Dairy y su administración dirigió la empresa hasta 1969, cuando fue renombrado Kraftco.
Aunque las ventas de la compañía eran históricamente productos lácteos, sus líneas de productos comenzaron a diversificarse de los productos lácteos a los dulces del caramelo, a las cenas del macarrón ya queso ya la margarina. Durante la década de 1950, comenzó a alejarse de productos lácteos de bajo valor añadido como la leche líquida.
En 1933, National Dairy comenzó a publicitar en la radio. Dos años más tarde Sealtest helado fue introducido como una marca nacional, en sustitución de las marcas regionales de la compañía.
Durante la Segunda Guerra Mundial, la compañía envió al Reino Unido cuatro millones de libras de queso semanalmente. Alrededor de este tiempo, Thomas McInnerney y James L. Kraft murieron; A finales de 1950, National Dairy se diversificó aún más, adquiriendo Metro Glass en 1956.
En 1947, la compañía patrocinó una serie dramática-antológica de una hora de duración, Kraft Television Theatre.
Durante la década de 1960 Kraft introdujo jaleas de frutas, conservas de frutas, malvaviscos, salsa de barbacoa, mayonesa, mostaza miel, salsa ranchera y Kraft Singles, rodajas de queso envueltas individualmente. Durante esa década la compañía se expandió, adquiriendo Dominion Dairies of Canada en 1961 en su primer esfuerzo por expandirse en leche líquida y helados fuera de los Estados Unidos.

### National Dairy se convierte en Kraft
En 1969, National Dairy cambió su nombre por Kraftco Corporation: "La expansión y la innovación nos han llevado muy lejos del negocio regional de leche y helados que iniciamos en 1923. Las ventas en dólares de estos productos originales se han mantenido relativamente estáticas en los últimos diez años Y en 1969 representaron aproximadamente el 25% de nuestras ventas". La compañía se trasladó a Glenview, Illinois en 1972; Cuatro años más tarde su nombre cambió a Kraft como parte de una reorganización, haciendo hincapié en su marca registrada.

### Fusión con Dart
En 1980 Kraft se fusionó con Dart Industries, fabricantes de baterías Duracell, contenedores de plástico Tupperware, electrodomésticos West Bend, plásticos Wilsonart y vidrio Thatcher, para formar Dart y Kraft. Durante la década, la compañía ofreció resultados mixtos a sus accionistas, ya que las nuevas adquisiciones en el sector alimenticio (como el queso Churny, los panecillos de Lender's, el helado Frusen Gladje y el té Celestial Seasonings) compensaron ligeramente su retraso en el sector no alimentario (Tupperware y KitchenAid). Dart y Kraft se separaron de su negocio no alimentario (excepto Duracell) en una nueva entidad (Premark International) y cambiaron su nombre de nuevo a Kraft. Premark fue comprada por Illinois Tool Works en 1999. En 1988 Kraft vendió Duracell a la firma de capital privado Kohlberg Kravis Roberts, que lo incluyó en una oferta pública inicial de 1989.

### Philip Morris adquiere y se fusiona con General Foods
A finales de 1988, Philip Morris compró Kraft por 12.900 millones de dólares. Al año siguiente, Kraft se fusionó con la unidad General Foods de Philip Morris (fabricantes de carnes Oscar Mayer, café Maxwell House, gelatina Jell-O, cenas congeladas Budget Gourmet, productos de panadería de Entenmann, Kool-Aid, Crystal Light y Tang, Post Post Cereales, Shake 'n Bake, y otros alimentos envasados) como Kraft General Foods. El desarrollo del producto se desaceleró después de la fusión, debido al tamaño de la empresa.
En 1990, la compañía adquirió a Jacobs Suchard (una gran empresa europea de café y confitería) y Freia Marabou (fabricante de confitería escandinava) para expandirse en el extranjero. Tres años más tarde adquirió el negocio de cereales fríos de RJR Nabisco (principalmente Shredded Wheat y Shreddies), vendiendo la división de helados Breyers a Unilever y la unidad Birds Eye a Dean Foods. En 1994, la empresa vendió su unidad de helados a Heinz, y al año siguiente vendió su unidad de servicio de alimentos.
En 1995, la compañía cambió su nombre a Kraft Foods y vendió su división de panadería (excepto Bagels de Lender, que fue vendida a CPC International el año siguiente), su división de dulces y su división de spreads de mesa. Log Cabin Syrup se vendió en 1997.

### Movimientos empresariales
En 2000, Philip Morris adquirió Nabisco por 18.900 millones de dólares y fusionó la compañía con Kraft Foods. Cuatro años más tarde vendió su división de confitería de azúcar a la Wrigley Company, deshaciendose de Milk-Bone y algunas marcas de comestibles en 2006 y Cream of Wheat, sus bebidas de jugos y Fruit2o en 2007.
El inversor Nelson Peltz compró una participación de tres por ciento en Kraft Foods y exploró la revitalización de la compañía mediante la adquisición de la cadena de comida rápida de Wendy's o la venta de cereales Post y el café de Maxwell House. En julio de 2007, la compañía compró la división de galletas y cereales de Groupe Danone (incluida la marca de galletas francesa Lefèvre-Utile) por 7200 millones de dólares. A pesar de que PepsiCo planeó la adquisición hostil de la compañía francesa dos años antes había provocado protestas, el anuncio de Kraft fue recibido de manera diferente (en parte porque Kraft acordó no cerrar las fábricas francesas y mantener la sede de las divisiones fusionadas cerca de París durante al menos tres años).
En febrero de 2008, Berkshire Hathaway, dirigido por el inversionista Warren Buffett, anunció que había adquirido una participación de ocho por ciento en Kraft (que entonces valía más de $ 4 mil millones); El socio comercial de Buffett, Charlie Munger, también había invertido más de 300 millones de dólares en Kraft. Según el informe anual 2010 de la compañía, Berkshire Hathaway poseía 5,6 por ciento de las acciones en circulación de Kraft Foods. El 22 de septiembre de 2008, Kraft reemplazó a American International Group por el promedio industrial Dow Jones.
Tras la liberalización del comercio en 1999, India permitió la importación de marcas internacionales y Kraft decidió expandirse al país. Actualmente, está representado en la India por Amit Lohani propiedad de Max Foods Inc. y tiene una distribución de pan-regional.

#### Compra de Cadbury
El 7 de septiembre de 2009, Kraft realizó una hostil oferta de 10.200 millones de libras esterlinas por el grupo británico de confitería Cadbury, fabricantes de leche Dairy Milk y chocolate Bournville. El 9 de noviembre, Cadbury rechazó la oferta de la compañía (entonces £ 9,8 mil millones), que la calificó de oferta "irrisoria". Kraft renovó la oferta el 4 de diciembre. Tenía una significativa oposición política y pública en el Reino Unido y el extranjero, Un llamamiento para que el gobierno implemente el proteccionismo económico en las adquisiciones de grandes empresas. El 19 de enero de 2010, Cadbury aprobó una oferta revisada de Kraft que valoró a la compañía en £ 11.5 mil millones ($ 19.5 mil millones). Algunos fondos para la toma de posesión fueron proporcionados por el Royal Bank of Scotland, el banco británico parcialmente estatal.
La compra de Cadbury fue parte de la estrategia a largo plazo de Irene Rosenfeld, CEO y presidente de Kraft desde marzo de 2007, quien desarrolló un plan de cambio de tres años para aumentar los beneficios de Kraft Foods. Rosenfeld quería desarrollar nuevos mercados y ampliar la gama de productos de Kraft cuando se convirtió en la presidenta. Se suponía que la compra de Cadbury ayudaría a los productos Kraft en nuevos mercados, como Brasil e India, debido a la presencia de Cadbury en esos mercados. India es uno de sus mercados más resistentes, con un crecimiento de ventas del 20 por ciento y un aumento del 30 por ciento en los beneficios. Kraft creyó que la compra de Cadbury era necesaria debido a la probabilidad de una fusión de Nestlé-Hershey, y podría generar ahorros anuales de por lo menos $ 675 millones al final del tercer año. Rosenfeld consideró la fusión de Kraft-Cadbury como el "siguiente paso lógico en nuestra transformación hacia una compañía de alto crecimiento, con un margen más alto" para construir una "potencia mundial en bocadillos, confitería y comidas rápidas".
La compra de Cadbury le dio a Kraft un 14,8 por ciento del mercado mundial de dulces y gomas, y la compañía quería aprovechar la distribución de Cadbury en los mercados en desarrollo de la India, Brasil y México. A medida que aumentaban los ingresos en esos países en desarrollo, Kraft esperaba que productos como Oreos se convirtieran en compras por impulso para los niños. Mars ocupó el segundo lugar en el mercado de repostería con una cuota del 14,6 por ciento, seguida por Nestlé con un 7,8 por ciento.
En el momento de la compra, la industria del chocolate y el azúcar había estado creciendo a un ritmo anual del 15 por ciento durante los tres años anteriores y se valuó en $ 113 mil millones. Aunque su compra de Cadbury fue considerada extraña porque Kraft no tenía un punto de apoyo en el mercado de la confitería, la compañía anotó su producción de alimentos de la confitería tales como Toblerone y galletas como Oreo. Cadbury también poseía marcas de chicle, como Stride, Trident, Dentyne y Chiclets. El presidente de Cadbury, Roger Carr, explicó su aprobación de la adquisición: "Creemos que la oferta representa un buen valor para los accionistas de Cadbury y estamos satisfechos con el compromiso que Kraft Foods ha hecho con nuestro patrimonio, valores y personas en todo el mundo".
Las ventas de Cadbury fueron planas después de la adquisición de Kraft. A pesar de que la adquisición de Cadbury ayudó a aumentar las ventas en un 30 por ciento, el beneficio neto de Kraft para el cuarto trimestre cayó un 24 por ciento (a 540 millones de dólares) debido a los costos asociados con la integración del negocio en el Reino Unido después de la adquisición. Kraft gastó $ 1.3 mil millones en la integración para lograr un ahorro anual estimado de $ 675 millones a finales de 2012. Kraft aumentó los precios para compensar los crecientes costos de los productos básicos (para maíz, azúcar y cacao) en Norteamérica y Europa. Teniendo en cuenta los costos de integración, la adquisición redujo las ganancias por acción de Kraft en un 33% inmediatamente después de la compra de Cadbury.
El 17 de marzo de 2010, Kraft Foods dijo que estaba "realmente arrepentido" por el cierre de Somerdale Factory. El ejecutivo senior de Kraft, Marc Firestone, hizo la disculpa pública a los parlamentarios en una audiencia parlamentaria del comité selecto. En marzo de 2011 Kraft cerró la planta, listando el sitio por £ 50 millones y la producción de externalización (que la compañía había prometido no hacer) a Polonia. Aunque los extrabajadores de Cadbury pidieron disculpas por la abrupta venta de la planta, la directora ejecutiva de Kraft, Irene Rosenfeld, no explicó la acción de la compañía. Kraft utiliza la marca Cadbury en los mercados emergentes para ampliar su gama de productos, planeando invertir $ 150 millones en plantas de fabricación sudafricanas durante tres años en abril de 2011.

#### En España
En 1989 la empresa multinacional británica Cadbury, compró el 100% del accionariado de la empresa española Chocolates Hueso. pasando a denominarse Cadbury Dulciora S.L. y traspasando la producción de caramelos Respiral  a la planta de Valladolid. A su vez, en 2010 la multinacional estadounidense Kraft Foods compra a la británica.
Mondelēz International, propietaria de Kraft Foods, propuso en abril de 2013 cerrar la fábrica de Ateca, y trasladar la fabricación del producto a Polonia, al igual que había hecho con Somerdale Factory. Tras una campaña de apoyo social e institucional en Facebook, Mondelēz opta por dar marcha atrás. El 15 de julio de 2013 la empresa Mondeléz anuncia que vende la factoría de Ateca, junto con las marcas "Huesitos" y "Tokke", a la empresa española Chocolates Valor, que asume la producción de las famosas barritas de chocolate en la fábrica de Ateca a partir del verano de 2013

#### Venta de división de pizza congelada
El 1 de marzo de 2010, Nestlé compró la división de pizza congelada norteamericana de Kraft por 3.700 millones de dólares. Aunque Kraft estipuló una opción de recompra de uno a tres años, no ejerció la opción. La venta incluyó las marcas DiGiorno, Tombstone y Jack en los Estados Unidos; La marca Delissio en Canadá, la licencia de California Pizza Kitchen y las instalaciones de fabricación en Medford y Little Chute, Wisconsin. En 2009 el negocio, con 3.400 empleados, tenía un rédito neto de $ 1.6 mil millones.

### Kraft Foods Group y Douwe Egberts
En agosto de 2011, Kraft Foods anunció planes para dividirse en dos empresas que cotizan en bolsa, una de comidas y otra de abarrotes. La compañía cambió su nombre a Mondelez International, especializado en bocadillos, en octubre de 2012 y se separó una segunda empresa (Kraft Foods Group, especializada en artículos de comestibles). Kraft Foods Group se fusionó posteriormente con Heinz para convertirse en Kraft Heinz. En 2014, la compañía anunció una fusión de su negocio del café con la firma holandesa Douwe Egberts; La compañía se llamaría Jacobs Douwe Egberts. La fusión se confirmó el 6 de mayo de 2014 y se completó el 2 de julio de 2015.

### Tentativa de adquisición de Hershey
El 30 de junio de 2016, Mondelez hizo una oferta de $ 23 mil millones para comprar a su rival más pequeño, Hershey. El acuerdo de mitad de efectivo y media acción valoró las acciones de Hershey a 107 dólares por acción. El consejo de Hershey, sin embargo, rechazó unánimemente la oferta.

### Adquisición de Ricolino
El 26 de abril de 2022, Mondelēz International anunció la compra de la empresa Ricolino, división de Grupo Bimbo dedicada a la confitería, por $1,379 millones de dólares, después de meses de negociación y autorización de la Comisión Federal de Competencia Económica, el 1 de noviembre del mismo año, se formalizó la venta por $1,300 millones de dólares, $79 millones menos de la oferta inicial, además de que el anterior dueño, Bimbo pagó $300 millones de dólares al Servicio de Administración Tributaria por concepto de impuestos.
El monto pagado, según ambas empresas, será para pagar deudas generadas por Ricolino y fortalecer su presencia en América Latina.
Con esta compra, se añaden varios productos al catálogo de la compañía en México, tales como Paleta Payaso, Kranky, Chocoretas, Bubu-lubu, Dulces Vero, Chocolates La Corona, Cajeta Coronado, entre otros.

### Venta del negocio de chicles
En 2024 se hizo efectiva, por parte de la compañía Perfetti Van Melle, de  la adquisición del negocio de chicles de Mondelēz International en Estados Unidos, Canadá y Europa, con las marcas de chicles Trident, Dentyne, Stimorol, Hollywood, V6, Chiclets, Bubbaloo y Bubblicious y de caramelos  Cachou Lajaunie y La Vosgienne. La venta también incluyó diversas fábricas en Norteamérica y Europa. 

## Controversias

### Litigios de grasas trans
En 2003, un abogado de California demandó a Kraft por usar grasa trans en galletas oreo. Cuando Kraft Foods anunció una reformulación sin grasa en las oreos después de que la demanda fue presentada, fue retirada. La empresa negó que el cambio se realizara en respuesta a la demanda, señalando que la reformulación había sido planeada mucho antes de la demanda.
En 2010, dos residentes de California, Evangeline Red y Rachel Whitt, presentaron una demanda colectiva contra Kraft Foods por afirmar que ciertos productos son saludables cuando contienen grasas trans. Kraft negó cualquier irregularidad, diciendo que todas las demandas de embalaje son verdaderas y legales, después de que los demandantes alegaron que Kraft etiquetó incorrectamente las galletas Vegetable Thin y Ritz como "hechas con vegetales de verdad".
Teddy Grahams y las variedades de Ritz Crackers, Honey Grapes, Premium Saltines, Ginger Snaps y Vegetable Thins contenían grasas trans, con Kraft presentando los productos como sanos con frases tales como "sana elección", "sano y comestible" y "hecho con vegetales de verdad". Los demandantes argumentaron que las demandas violaban la Ley de Competencia Desleal de California, la Ley de Reclamos Jurídicos de Consumidores y la Ley de Publicidad Falsa.
La demanda citó el consenso científico sobre los efectos en la salud de las grasas trans, que causan enfermedad coronaria y se ha relacionado con la diabetes tipo 2 y algunos tipos de cáncer. Según la Asociación Americana del Corazón, no hay "nivel seguro" de grasas trans en la dieta.
Sobre la base de grasas trans y otros ingredientes insalubres en los productos Kraft, la demanda argumentó que:
- Las declaraciones de propiedades saludables como "una opción saludable" (en Teddy Grahams) y "snacking razonable" (en varios productos) son falsas.
- Las afirmaciones de "sin colesterol" son engañosas, porque implican que el refrigerio es bueno para los niveles de colesterol cuando las grasas trans son peores para la salud del colesterol que el colesterol dietético.
- Reclamaciones como "hecho con verduras verdaderas" o "jengibre real y melaza" son engañosas, porque los productos contienen menos ingredientes que las grasas trans.
- Aunque el empaquetado de Teddy Grahams afirmaba ser una "buena fuente de calcio, hierro y zinc para apoyar el crecimiento y desarrollo de los niños", la afirmación era engañosa porque su contenido de grasas trans superaba el beneficio de los minerales.
- Frases como "trigo integral" implica beneficios para la salud que los productos no poseen.
- En cada paquete, algunas afirmaciones individuales pueden ser verdaderas, pero añade un mensaje engañoso de salud general.
- Kraft negó cualquier acto ilícito, y sus escritos de respuesta enfatizaron que sus afirmaciones eran técnicamente ciertas. Vegetales Thins fueron "hechos con verduras de verdad", y la empresa argumentó que la declaración no puede considerarse engañosa. Kraft utilizó un argumento similar para reclamaciones tales como "buena fuente de calcio, hierro y zinc para apoyar el crecimiento y desarrollo de los niños" y "trigo integral".

Acerca de varias reclamaciones de envases, Kraft sostuvo que las declaraciones no pueden ser probadas como verdaderas o falsas; Por ejemplo, la palabra "saludable" es subjetiva. Las declaraciones promocionales demasiado vagas para probar o refutar (conocidas como puffery) no son procesables bajo la ley; Kraft argumentó que "sano", "sensible" e "inteligente" son puffery y no podría ser encontrado falso o engañoso. La acción colectiva recibió $ 11,000 de sus $ 1,8 millones solicitados.

### Registro ambiental
El septiembre de 2009, una investigación realizado por la ONG Mighty Earth encontró que una gran cantidad del cacao utilizado en el chocolate producido por Mondelez y otras empresas viene de plantaciones ilegales en parques nacionales y otras áreas protegidas en Costa de Marfil y Ghana.
En 2011, el director ejecutivo de Greenpeace, Phil Radford, elogió a la compañía por "tomar en serio la conservación de la selva tropical".

### Futura fijación de precios del trigo
En 2012, la Comisión de Productos Básicos y Futuros de Estados Unidos (CTFC) alegó que Mondelez International y su antigua filial, Mondelez Global, compraron 90 millones de dólares de futuros de trigo sin intención de recibir la entrega. Según el CTFC, la compra aumentó el precio de la mercancía y generó a la compañía $ 5.4 millones.

### Comportamiento anticompetitivo
Según investigaciones de la Comisión Europea, Mondelez ha distorsionado la competencia durante años y ha encarecido artificialmente sus productos. Por ello, la autoridad impuso una multa de 337,5 millones de euros. La Comisión acusa a la empresa de intentar impedir el comercio transfronterizo entre países con precios diferentes. «Estas prácticas ilegales permitieron a Mondelez seguir cobrando precios más altos por sus propios productos, en última instancia en detrimento de los consumidores de la UE», declaró la Comisión de la UE.
La autoridad ha anunciado que Mondelez participó en 22 acuerdos o prácticas concertadas contrarios a la competencia. Por ejemplo, un acuerdo obligaba a los clientes de Mondelez a cobrar precios más altos por las exportaciones que por las ventas nacionales.